# Gymnadenia
Lan cẩm nha (danh pháp: Gymnadenia) là một chi thực vật có hoa trong họ Lan.

## Danh sách loài
Các loài tự nhiên
- Gymnadenia acuta
- Gymnadenia affinis
- Gymnadenia albida
  - Gymnadenia albida subsp. straminea
- Gymnadenia alpina
- Gymnadenia anacamptis
- Gymnadenia angustifolia
- Gymnadenia anisoloba
- Gymnadenia archiducis-joannis[3]
- Gymnadenia aschersoniana
- Gymnadenia aschersonii
- Gymnadenia austriaca[3]
  - Gymnadenia austriaca var. austriaca[3]
  - Gymnadenia austriaca var. gallica[3]
  - Gymnadenia austriaca var. iberica
- Gymnadenia bicornis
- Gymnadenia bifolia
- Gymnadenia borealis
- Gymnadenia borelii
- Gymnadenia borisii
- Gymnadenia bornmuelleri
- Gymnadenia boryana
- Gymnadenia bracteata
- Gymnadenia bulbinella
- Gymnadenia buschmanniae[3]
- Gymnadenia calcicola
- Gymnadenia camptoceras
- Gymnadenia camtschatica
- Gymnadenia carpatica[3]
- Gymnadenia cenisia[3]
- Gymnadenia chidori
- Gymnadenia chlorantha
- Gymnadenia chodati
- Gymnadenia chusua
- Gymnadenia comigera
- Gymnadenia commersoniana
- Gymnadenia conica
- Gymnadenia conopea
  - Gymnadenia conopea var. montana
- Gymnadenia conopsea
  - Gymnadenia conopsea f. albiflora
  - Gymnadenia conopsea subsp. borealis
  - Gymnadenia conopsea subsp. densiflora
  - Gymnadenia conopsea var. borealis
  - Gymnadenia conopsea var. conopsea
  - Gymnadenia conopsea var. densiflora
- Gymnadenia corneliana (Beauverd) Teppner & E.Klein
  - Gymnadenia corneliana var. bourneriasii (E.Breiner & R.Breiner) Pellic (2005) - trước là Nigritella corneliana subsp. bourneriasii
  - Gymnadenia corneliana var. vesubiana
- Gymnadenia crassinervis
- Gymnadenia cucullata
  - Gymnadenia cucullata var. variegata
- Gymnadenia cyclochila
- Gymnadenia cylindrostachya
- Gymnadenia decipiens
- Gymnadenia delavayi
- Gymnadenia densiflora
  - Gymnadenia densiflora var. candida
- Gymnadenia diphylla
- Gymnadenia dolomitensis[3]
- Gymnadenia elata
- Gymnadenia emeiensis
- Gymnadenia evequei
- Gymnadenia faberi
- Gymnadenia facchinii
- Gymnadenia fastigiata
- Gymnadenia flava
- Gymnadenia flexuosa
- Gymnadenia frivaldii
- Gymnadenia friwaldii
- Gymnadenia friwaldskyana
- Gymnadenia gabasiana[3]
- Gymnadenia galeandra
- Gymnadenia gerrardi
- Gymnadenia gracilis
- Gymnadenia gracillima
- Gymnadenia graminifolia
- Gymnadenia habenarioides
- Gymnadenia helferi
- Gymnadenia hemipilioides
- Gymnadenia heteroglossa
- Gymnadenia himalayica
- Gymnadenia humilis
- Gymnadenia hybrida
- Gymnadenia hyperborea
- Gymnadenia ibukiensis
- Gymnadenia iinumae
- Gymnadenia integra
- Gymnadenia intermedia
  - Gymnadenia intermedia nothosubsp. proxima
- Gymnadenia keiskei
- Gymnadenia kinoshitai
- Gymnadenia lepida
- Gymnadenia lithopolitanica[3]
- Gymnadenia longifolia
- Gymnadenia longispica
- Gymnadenia lyallii
- Gymnadenia macowaniana
- Gymnadenia micrantha
- Gymnadenia microgymnadenia
- Gymnadenia miniata
- Gymnadenia mitostigma
- Gymnadenia monophylla
- Gymnadenia neottioides A.Rich. & Galeotti
- Gymnadenia nigra[3]
  - Gymnadenia nigra subsp. austriaca
  - Gymnadenia nigra subsp. iberica
  - Gymnadenia nigra subsp. rubra
- Gymnadenia nivea
- Gymnadenia obcordata
- Gymnadenia odoratissima
  - Gymnadenia odoratissima subsp. longicalcarata
  - Gymnadenia odoratissima subsp. odoratissima
  - Gymnadenia odoratissima var. pyrenaica
- Gymnadenia orchidis
  - Gymnadenia orchidis var. pantlingii
- Gymnadenia ornithia
- Gymnadenia ornithis
- Gymnadenia pauciflora
- Gymnadenia pinguicula
- Gymnadenia plantaginea
- Gymnadenia prasina
- Gymnadenia propinqua A.Rich. & Galeotti
- Gymnadenia pseudoconopea
- Gymnadenia puberula
- Gymnadenia purpurascens
- Gymnadenia pyrenaica
- Gymnadenia regeliana
- Gymnadenia rhellicani[3]
  - Gymnadenia rhellicani var. robusta - trước là Nigritella rhellicani Teppner & E.Klein var. robusta (P.Delforge) Kreutz, 2004
- Gymnadenia rhodopea
- Gymnadenia richteri
- Gymnadenia rosellata
- Gymnadenia rubra[3]
  - Gymnadenia rubra var. stiriaca
- Gymnadenia runei
- Gymnadenia rupestris
- Gymnadenia scabrilinguis
- Gymnadenia secunda
- Gymnadenia secundiflora
- Gymnadenia sesamoides
- Gymnadenia sibirica
- Gymnadenia souliei
- Gymnadenia spathulata
- Gymnadenia squamata
- Gymnadenia stiriaca[3]
- Gymnadenia stracheyi
- Gymnadenia straminea
- Gymnadenia taquetii
- Gymnadenia tenuiflora
- Gymnadenia tenuis
- Gymnadenia tominagae
- Gymnadenia transsilvanica
- Gymnadenia tridentata
  - Gymnadenia tridentata var. clavellata
- Gymnadenia triphylla
- Gymnadenia tryphiaeformis
- Gymnadenia uniflora
- Gymnadenia vidalii
- Gymnadenia violacea
- Gymnadenia virginea
- Gymnadenia viridis
- Gymnadenia wahlenbergii
- [[Gymnadenia widderi[3]
- Gymnadenia zeyheri

Các loài lai tạo
- Gymnadenia × breinerorum[3] (G. cenisia × G. corneliana)
- Gymnadenia × chanousiana[4] (G. cenisia × G. conopsea)
- Gymnadenia × delphineae[4] (G. corneliana × G. rhellicani)
- Gymnadenia × eggeriana[3] (G. austriaca var. gallica × G. rhellicani)
- Gymnadenia × godferyana[4] (G. conopsea × rubra)
- Gymnadenia × heufleri (G. nigra × G. odoratissima)
- Gymnadenia × intermedia (G. conopsea × G. odoratissima) 
  - Gymnadenia × intermedia nothosubsp. intermedia
  - Gymnadenia × intermedia nothosubsp. intermedia
  - Gymnadenia × intermedia nothosubsp. próxima.(G. conopsea × G. odoratissima subsp. ongicalcarata)
  - Gymnadenia × intermedia nothosubsp. proxima.(G. conopsea × G. odoratissima subsp. ongicalcarata)
- Gymnadenia × pyrenaeensis[4] (G. conopsea × G. gabasiana)
- Gymnadenia × robatschiana[3] (G. cenisia × G. rhellicani)
- Gymnadenia × truongiae[4] (G. conopsea × G. corneliana)
- Gymnadenia × turnowskyi[4] (G. conopsea × G. lithopolitanica)
- Gymnadenia × wettsteiniana[3] (G. nigra × G. rubra)

## Hình ảnh

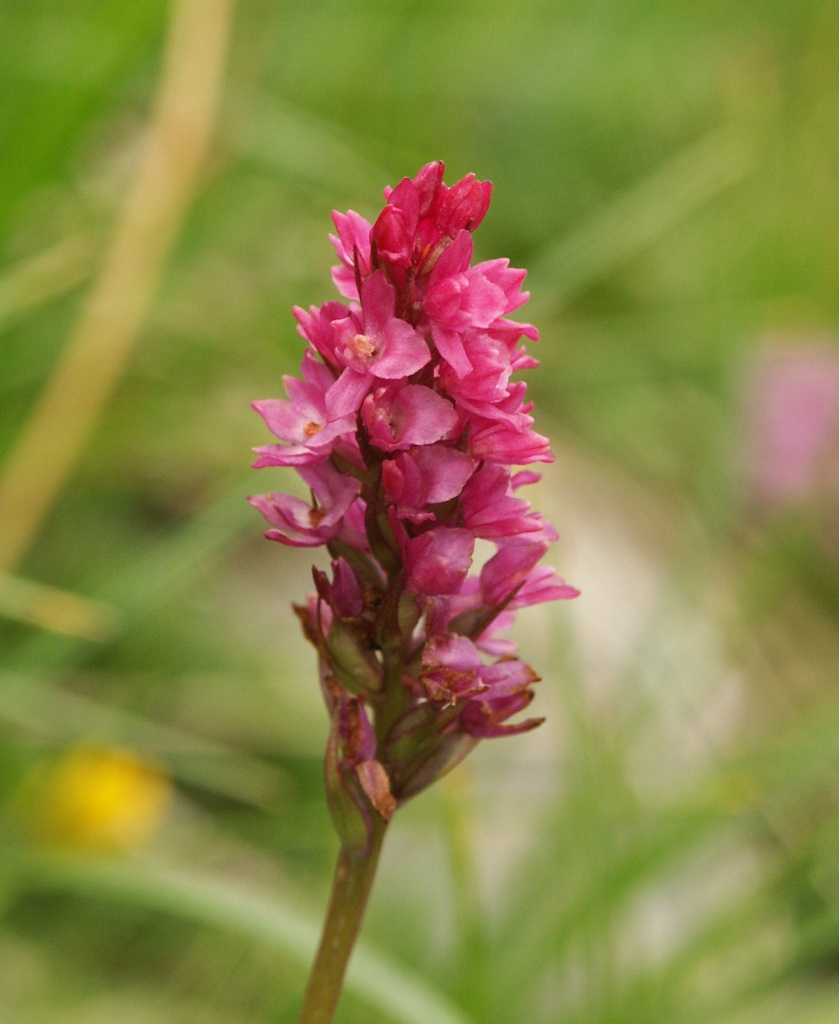
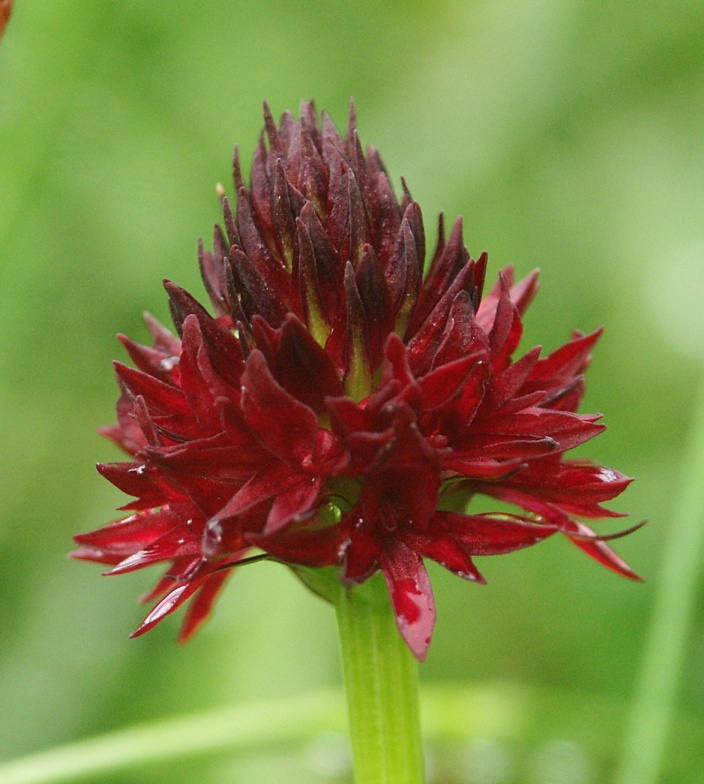
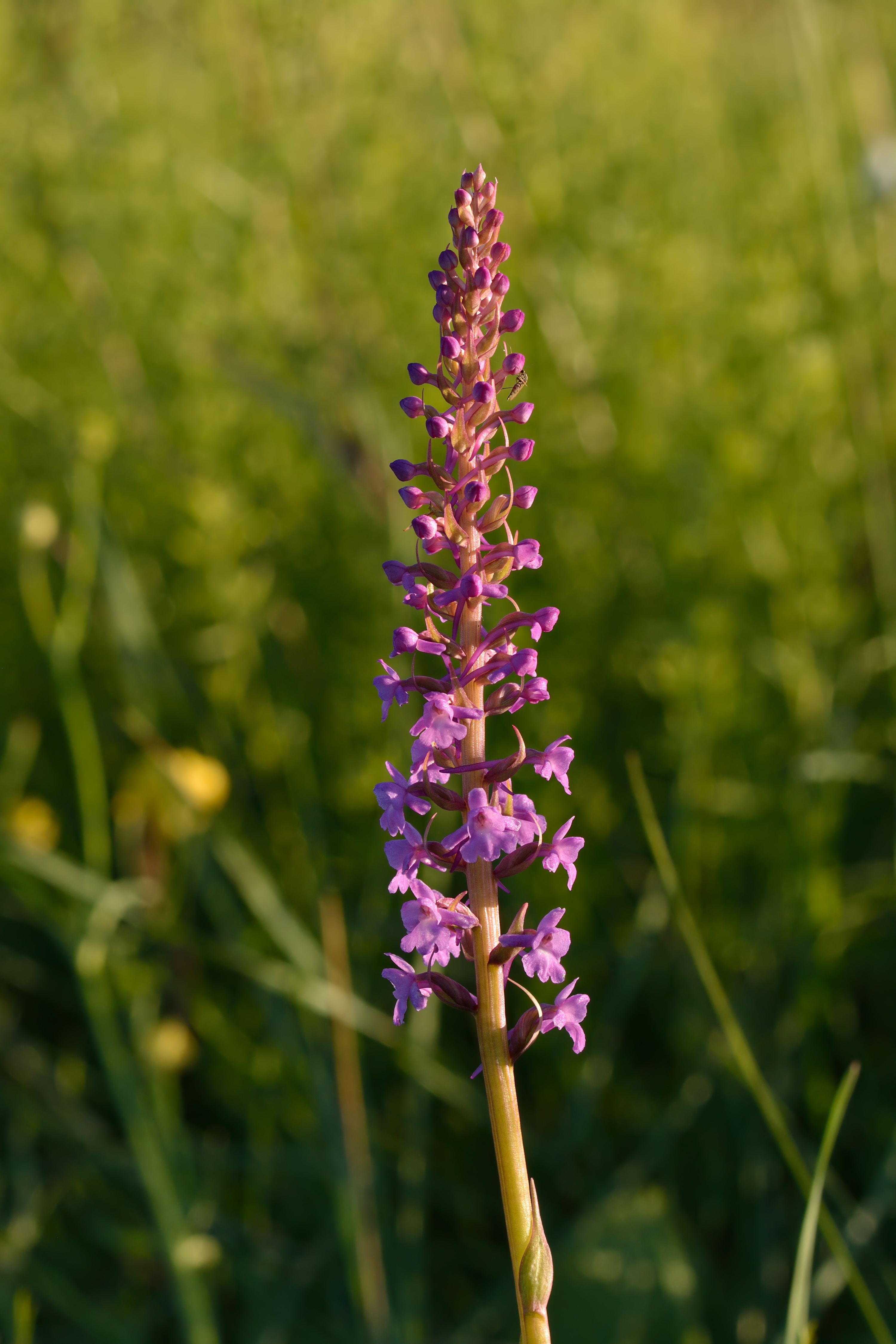